# Полярус Артем Ігорович
Артем Ігорович Полярус (нар. 5 липня 1992, Олександрія, Кіровоградська область, Україна) — український футболіст, півзахисник польського клубу «Термаліка Брук-Бет» і, в минулому, молодіжної збірної України.

## Життєпис

### Початок футбольної кар'єри
Вихованець команди «Аметист» з Олександрії. Перший тренер — Ігор Павлович Костиря. У дитячо-юнацькій футбольній лізі України виступав з 2005 року по 2009 за «Олександрію-Аметист». З 2009 року по 2010 рік виступав за «Аметист» в чемпіонаті Кіровоградської області. У жовтні 2009 року провів 3 матчі в Кубку української ліги за «Олександрію-2», яка в підсумку посівши 2 місце в групі знялася з змагання.

### «Олександрія»
У лютому 2011 року головний тренер «Олександрії» Володимир Шаран взяв Артема на збір до Туреччини, а потім у Крим. У команді він узяв собі 48 номер. 30 квітня 2011 року дебютував у складі «Олександрії» у Першій лізі України в домашньому матчі проти івано-франківського «Прикарпаття» (3:0). Полярус вийшов на 57 хвилині замість Михайла Козака, по ходу гри отримав жовту картку. Другу і останню гру в цьому сезоні він провів 4 червня 2011 року в виїзному матчі проти кіровоградської «Зірки» (1:1), Полярус також вийшов на заміну замість Михайла Козака. За підсумками сезону 2010/11 «Олександрія» стала переможцем Першої ліги і вийшла в Прем'єр-лігу.
Після того, як «Олександрія» вийшла в Прем'єр-лігу Полярус став виступати в молодіжній першості України. Дебютувавши 29 липня 2011 в домашньому матчі проти сімферопольської «Таврії» (0:1), Артем Полярус відіграв весь поєдинок. У лютому 2012 року побував на двох зборах у Туреччині. 9 березня 2012 дебютував в чемпіонаті України у виїзному матчі проти київської «Оболоні» (1:1) [9], головний тренер Леонід Буряк випустив Артема на поле в кінці гри в доданий час замість Сергія Старенького. У травні 2012 року він зіграв ще 2 гри проти одеського «Чорноморця» (в якому отримав жовту картку) і донецького «Шахтаря».
У сезоні 2011/12 «Олександрія» зайняла останнє 16 місце і вилетіла назад в Першу лігу. Полярус зіграв всього в 3 іграх, в яких виходив під кінець матчу. Молодіжна команда «Олександрії» також посіла останнє 16 місце у своєму турнірі. Артем Полярус взяв участь в 24 матчах, в яких забив 4 голи і отримав 3 жовтих картки.
Перед початком нового сезону він взяв собі 14 номер. Після вильоту команди до Першої ліги, головний тренер Андрій Купцов почав частіше довіряти йому місце у складі команди. 22 серпня 2012 року дебютував у матчі Кубка України, в 1/32 фіналу проти свердловського «Шахтаря». На 23 хвилині Полярус відкрив рахунок у грі, забивши гол у ворота Романа Чумака. У підсумку «Олександрія» поступилася у додатковий час з рахунком (2:1) і вилетіла з турніру.
12 вересня 2012 року забив свій перший гол у Першій лізі в матчі проти «Сум» (2:0), він вийшов на поле на 55 хвилині замість Антона Кічі, а на 74 хвилині забив гол у ворота Миколи Павленко. Наступний гол у цьому сезоні він забив 24 листопада 2012 в ворота «Миколаєва» (1:1). За що був включений сайтом Football.ua до символічної збірної 21 туру. Після першого кола сезону 2012/13 він був визнаний найкращим гравцем «Олександрії» за версією вболівальників і включений в список найкращих 33-х гравців Першої ліги за підсумками першого кола сайтом Football.ua. Свій останній, третій гол у сезоні забив 7 травня 2013 в ворота алчевської «Сталі» (2:4).
У сезоні 2012/13 він разом з командою став бронзовим призером Першої ліги України, клуб поступився лише алчевської «Сталі» та «Севастополю». Полярус взяв участь в 24 іграх і забив 3 м'ячі.

### «Динамо-2»
У липні 2014 року на правах оренди перейшов до київського «Динамо-2». Дебютував за другу динамівську команду 26 липня, вийшовши на заміну на 90-й хвилині замість Віталія Гемеги у Миколаєві на матчі Першої ліги проти однойменного клубу. Всього за сезон зіграв у 27 матчах Першої ліги.

### Повернення до «Олександрії»
У червні 2015 року повернувся в «Олександрію», яка тільки вийшла в Прем'єр-лігу. 17 листопада 2017 року завдяки дублю Поляруса «Олександрія» здобула історичну перемогу над донецьким «Шахтарем» в рамках чемпіонату України (2:1).
15 березня 2022 року Полярус зіграв перший матч у складі польського клубу «Термаліка Брук-Бет».

## Кар'єра в збірній
У 2012 році дебютував у молодіжній збірній України до 21 року. У 2013 році став фіналістом Кубка Співдружності, який проходив у Санкт-Петербурзі.

## Досягнення
- Півфіналіст Кубка України: 2015/16